# Тирано

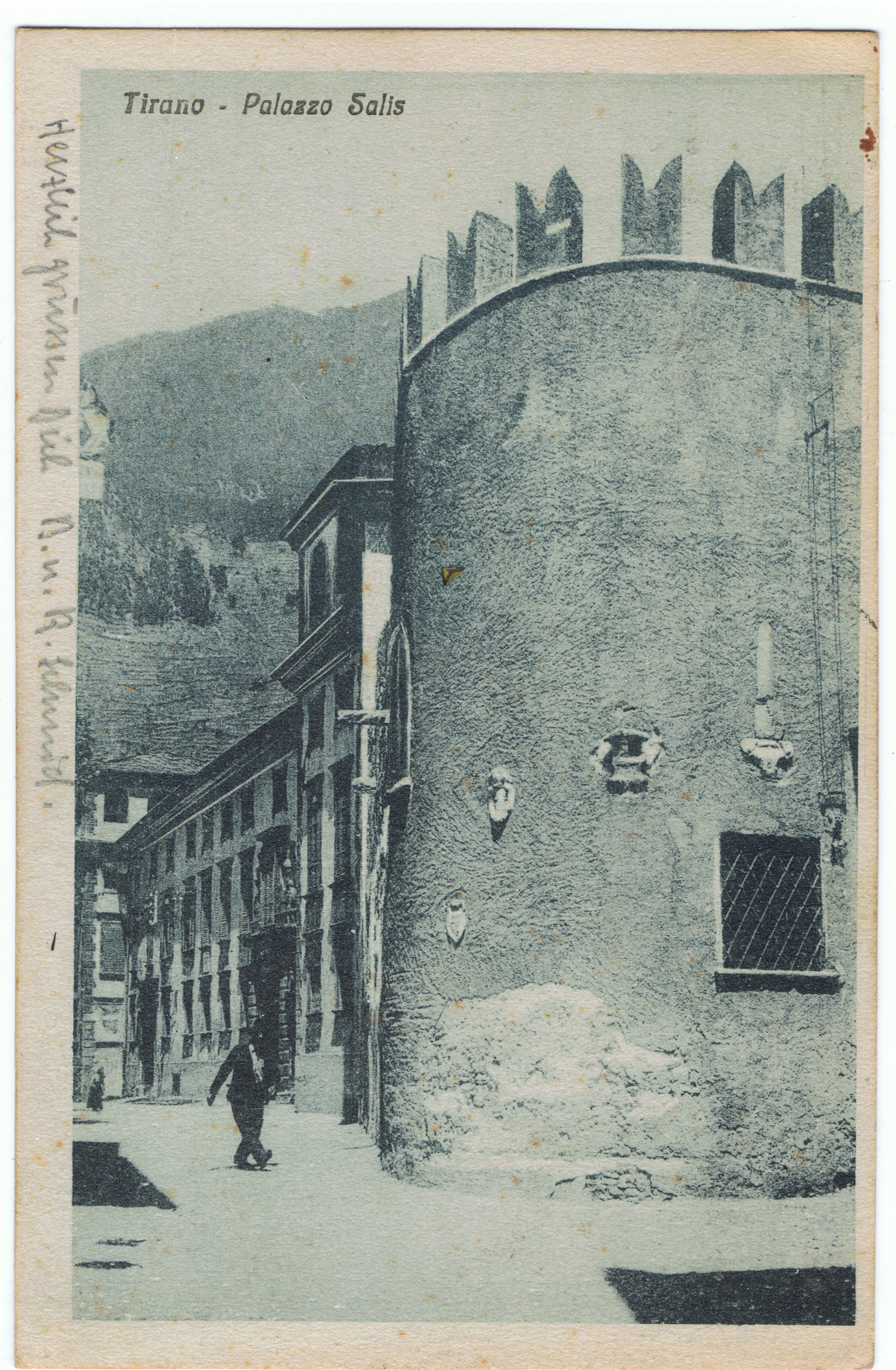
Открытка Палаццо Салис (ныне Сертоли-Салис) 1911 год

Тира́но (итал. Tirano) — город в Италии, в провинции Сондрио области Ломбардия. Расположен в непосредственной близости от швейцарской границы.
Известен своим святилищем, посвященным Мадонне ди Тирано, и тем, что является конечной точкой живописной железнодорожной линии Тирано — Санкт-Мориц (Бернинская железная дорога).
Население составляет 9 136 человек (на 2004 г.), плотность населения составляет 283 чел./км². Занимает площадь 32 км². Почтовый индекс — 23037. Телефонный код — 0342.
Покровителем населённого пункта считается святитель Мартин Турский. Праздник ежегодно празднуется 11 ноября.

## География
Город расположен примерно в 2 км от границы со Швейцарией, является важным туристическим центром и местом пересечения важных путей сообщения: фактически находится на пересечении государственной дороги (так называемой Statale dello Stelvio) и дороги, которая ведет к перевалу Бернина и Энгадину, а также является конечной точкой железнодорожных линий Тирано — Милан и Тирано — Санкт-Мориц.
Он возвышается на высоте 441 м и окружен горами Альпами. Город расположен недалеко от слияния рек Адда и Поскьявино и долин, в которых они протекают, соответственно Вальтеллина и Валь Поскьяво.

## Галерея

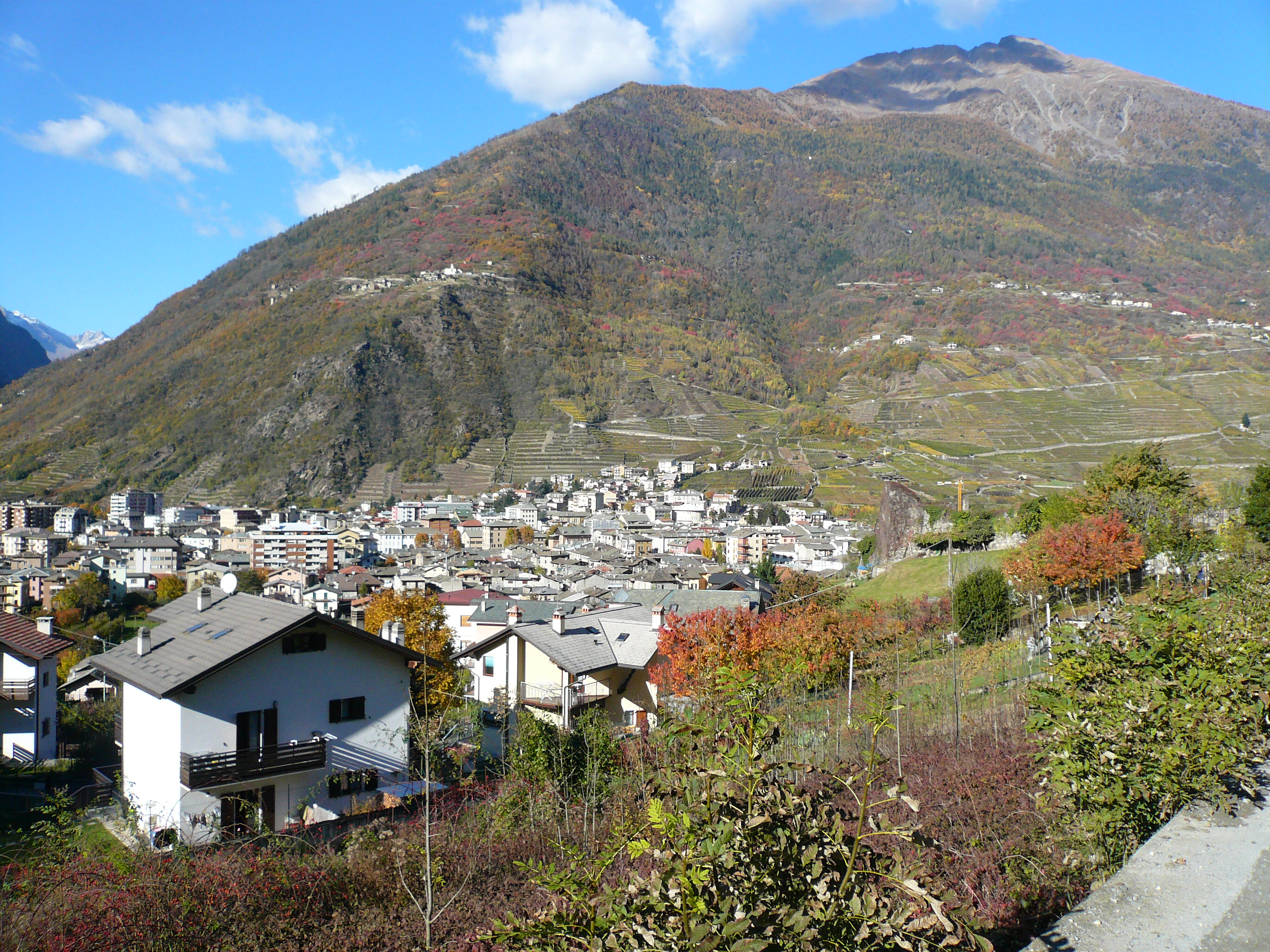
Иль Кастеллаччо
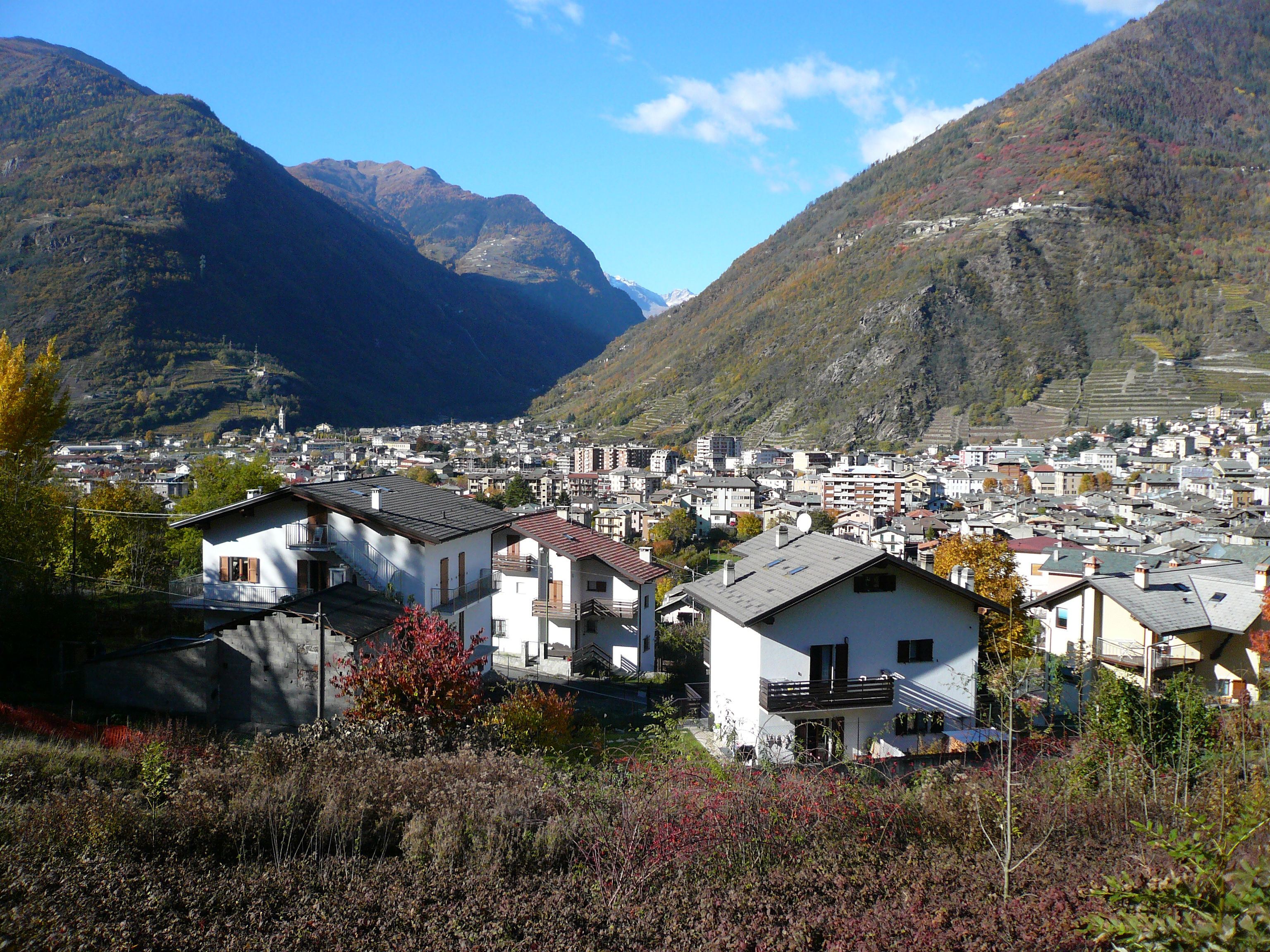
Панорама
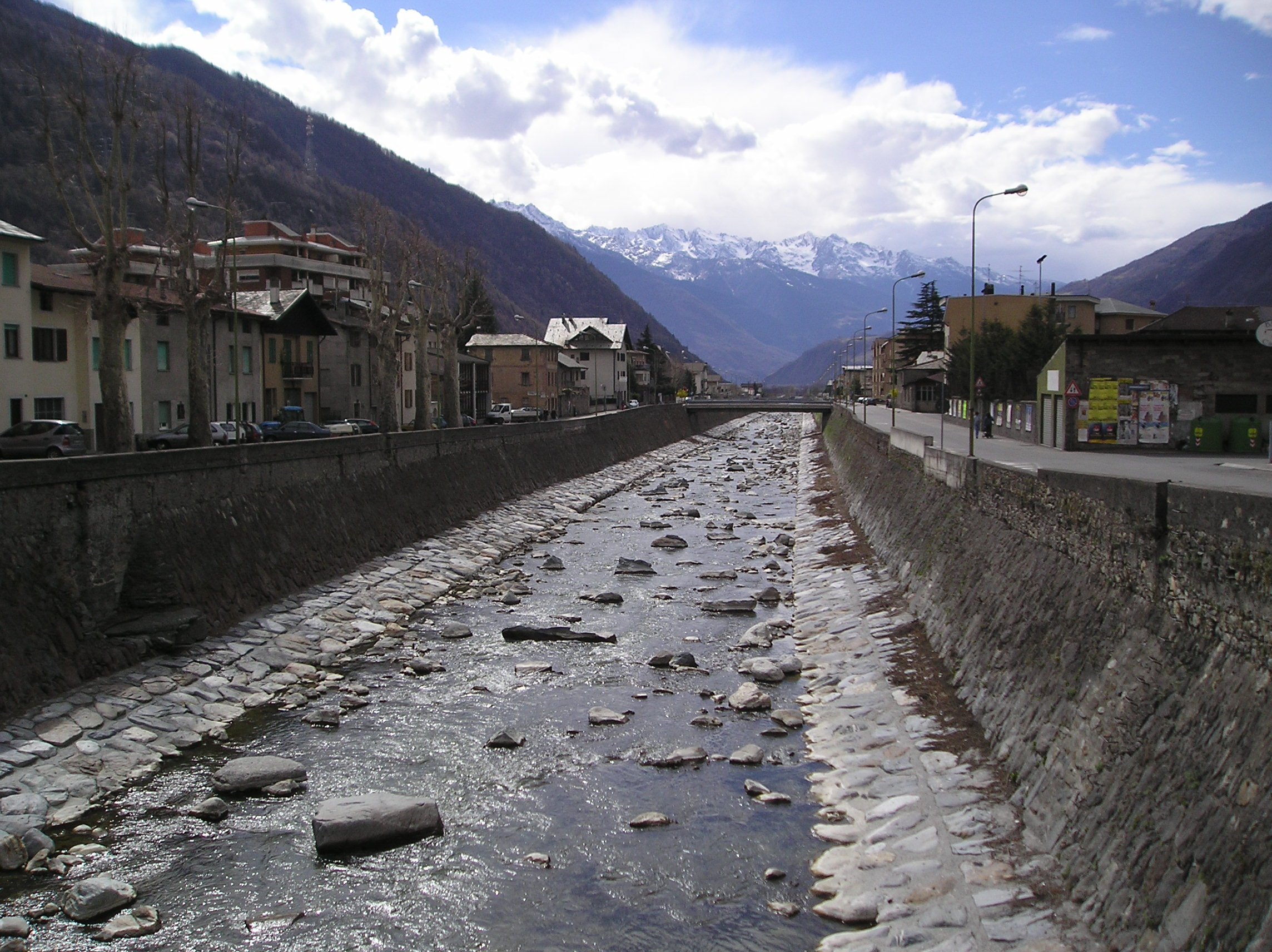
Река Адда
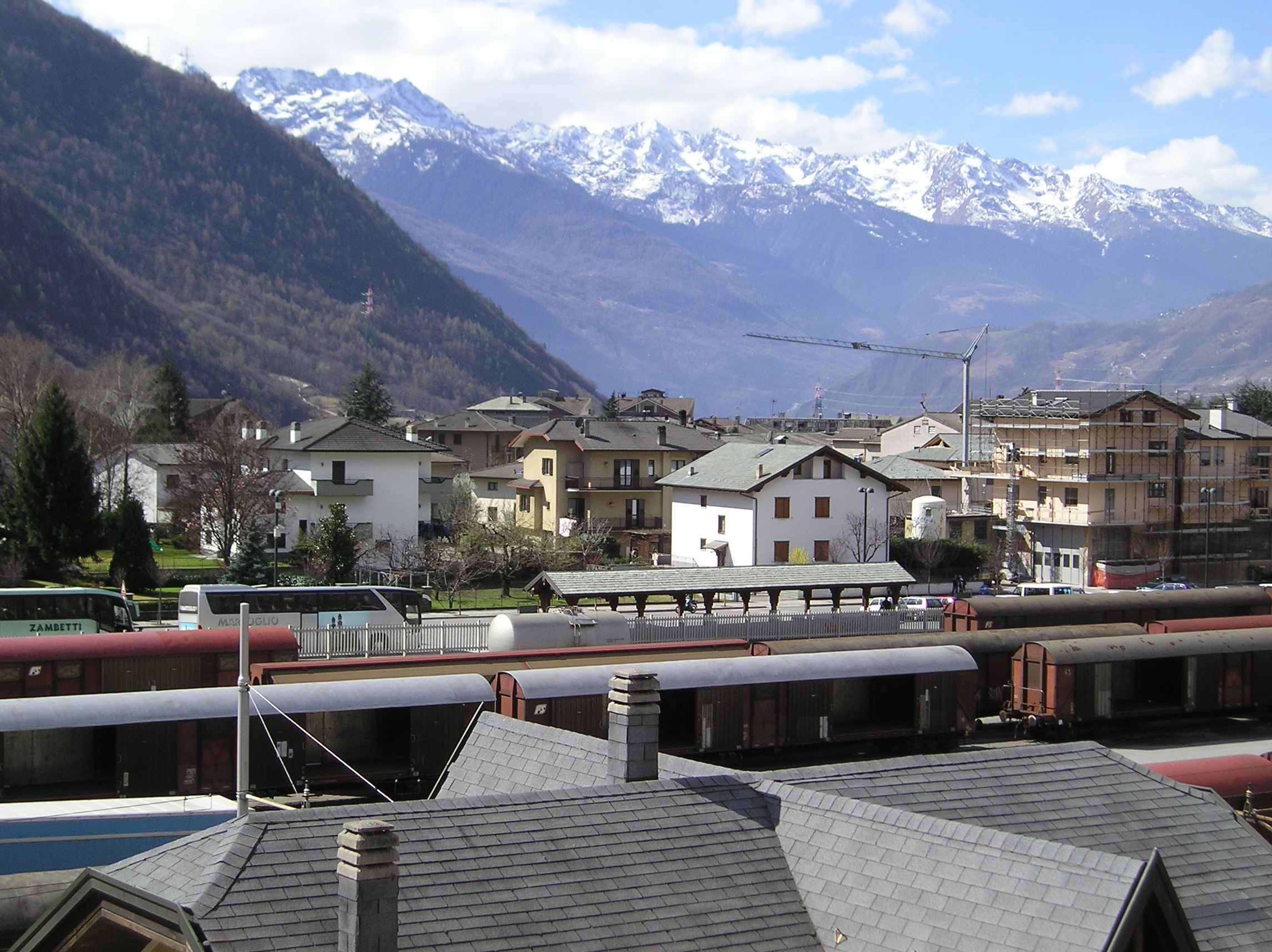
Ведута